# Halbarad
Halbarad es un personaje ficticio de la novela El Señor de los Anillos, del escritor británico J. R. R. Tolkien. Hijo de Halbaron, montaraz del norte, y de su esposa Evonyn, también era pariente ("kinsman" en la versión original en inglés) de Aragorn, perteneciente a la raza de los Dúnedain.

## Historia
Fue convocado por Galadriel, quien a través de Elrond en Rivendel les hizo llegar el mensaje “Aragorn necesita ayuda de los suyos, únanse a él en Rohan”. Se especula que Gandalf al ser rescatado por Gwaihir, que lo llevó a Lothlórien, dio instrucciones a la Dama del Bosque para que enviara el aviso. 
Aparece en Rohan a unas pocas millas de los Vados del Isen preguntando por Aragorn, junto a un puñado de Dúnedain (todos los que pudo reunir en tan poco tiempo) y portando un estandarte con el emblema de Elendil: un árbol blanco en flor en campo de sable y nimbado con siete estrellas, que hizo Arwen para Aragorn. Trae además el caballo de Aragorn, Roheryn, con quien realiza el viaje por los Senderos de los Muertos. 
Forma parte de la Compañía Gris junto a los otros montaraces y a Aragorn, Legolas, Gimli, Elladan y Elrohir; haciendo el recorrido de ésta hasta Pelargir. Frente a la piedra de Erech y a una orden de Aragorn, Halbarad despliega el estandarte que convoca al Ejército de los Muertos. Lucha valientemente en la Batalla de Pelargir, contra los Corsarios de Umbar y luego de la derrota de éstos capitanea uno de los barcos que remontan el Anduin hasta Harlond. Muere en la Batalla de los Campos del Pelennor llevando el estandarte de Gondor.
- Datos: Q2570715